# 赤色清洗
赤色清洗（英語：Red Purge），又译赤色整肃，指的是盟军占领日本时期驻日盟军总司令部发动的一场对日本共产党进行清洗的运动。
第二次世界大战结束以后，驻日盟军总司令部在日本推行民主化改革进程，日本共产党取得合法政党的地位，并迅速扩张。当时日本社会矛盾很激烈，也为共产主义的发展提供了温床。这使驻日盟军总司令部非常担忧。1949年7月19日，新潟大学成立，驻日盟军总司令部民間情報教育局的顾问Walter Crosby Eells前去发表贺词，即埃爾斯宣告。在贺词中首次提出应该把大学中宣扬共产主义的教授全部解职。随后，学校将宣扬共产主义的教授解职，各地小、中、高校被解职的人数约2000人。9月，日本基于新制定的国家公务员法，下达人事院规则，禁止国立大学教职人员参与政治运动。东京帝国大学总长南原繁表示反对，全国大学教授联合、日本学术会议等机构也都表示反对。日本共产党以“反埃爾斯宣告、反帝国主义”为口号，号召各地人士进行示威游行，反对此宣告。
1950年5月3日，驻日盟军最高总司令麦克阿瑟警告共产主义阵营可能会侵略日本，对日共进行非难，在不同场合暗示要让日共成为非法政党。5月30日，日共组织其支持者5万多名，占领东京的皇居前广场表示抗议，是为人民广场事件。警方来到了广场，与示威人士产生冲突。6月1日，日共唆使示威学生向警方投掷石块。翌日，日本颁布首都禁止集会、示威的命令。随后逮捕数人，将事件平息。
由于人民广场事件的影响，驻日盟军总司令部决定对日共展开清洗。6月6日，麦克阿瑟指责日共是“民主主义的破坏者”，将日共中央委员德田球一等24人全部解除公职，翌日，又把《赤旗报》的所有编辑干部都解除公职，并将《赤旗报》取缔。7月，以违反《团体等规正令》为由对9名日共干部发出逮捕令。此后日共转入地下活动，不少人逃亡到中华人民共和国，组建北京机关。9月，日本内阁决定解除报道机关、官公厅、教育机关以及大企业中共产主义雇员的职务。
共产党和工人党情报局严厉批判日共实践的和平革命理论。此后日共分裂为以德田球一为首的所感派和以宫本显治为首的国际派。而在同年6月25日爆发的朝鲜战争，也给予驻日盟军总司令部“共产主义威胁论”以口实。